# Zovashen
Zovashen (in armeno Զովաշեն?, fino al 1948 Dallaklu) è un comune dell'Armenia di 164 abitanti (2008) della provincia di Kotayk'.